# Sociedade Israelita de Pelotas
A Sociedade Israelita de Pelotas (SIP) é uma instituição comunitária judaica localizada na cidade de Pelotas, no estado do Rio Grande do Sul, Brasil. Fundada em 1920, é uma das mais antigas instituições judaicas do interior do Rio Grande do Sul e desempenha um papel central na preservação da cultura, religião e identidade judaica na região sul do país.  É uma entidade filiada a Federação Israelita do Rio Grande do Sul. 

## História
A presença judaica em Pelotas remonta ao início do século XX, com a chegada de imigrantes provenientes principalmente da Europa Oriental, incluindo regiões como Bessarábia, Polônia e Ucrânia. Muitos desses imigrantes passaram anteriormente por colônias agrícolas estabelecidas pela Jewish Colonization Association (JCA) no Brasil e na Argentina antes de se fixarem em Pelotas. 
Em 1920, foi fundada a Sociedade Israelita de Pelotas, com o objetivo de organizar e fortalecer a comunidade judaica local, servindo como local de oração, celebrações religiosas e atividades comunitárias.
Durante as décadas de 1920 e 1930, a comunidade judaica em Pelotas cresceu significativamente, contando com mais de cem famílias. A SIP desempenhou um papel crucial na integração desses imigrantes, oferecendo suporte social, educacional e religioso.

## Atividades e Contribuições
Ao longo de sua história, a Sociedade Israelita de Pelotas tem promovido diversas atividades voltadas para a manutenção das tradições judaicas e o fortalecimento dos laços comunitários. Entre suas principais iniciativas destacam-se: 
- Serviços religiosos: Realização de cerimônias e celebrações conforme o calendário judaico.
- Educação: Oferecimento de aulas de hebraico e estudos religiosos para crianças, jovens e adultos.
- Eventos culturais: Organização de atividades culturais, como palestras, apresentações musicais e encontros inter-religiosos.
- Ações sociais: Desenvolvimento de projetos voltados para o bem-estar da comunidade judaica e da sociedade pelotense em geral.

## Incidentes de Intolerância
Em maio de 2018, a sede da Sociedade Israelita de Pelotas foi alvo de um ataque antissemita. O prédio foi pichado com mensagens de ódio e houve uma tentativa de incêndio criminoso. O ato foi repudiado pela sociedade civil, autoridades locais e entidades de direitos humanos.